# Stari Oskol
Stari Oskol (en ruso: Ста́рый Оско́л) es una ciudad rusa perteneciente a la óblast de Bélgorod.
En 2021, la ciudad tenía una población de 221 676 habitantes, por lo que es la segunda ciudad más poblada de la óblast, solamente superada en población por la capital regional Bélgorod. Sin embargo, con la vecina ciudad de Gubkin, situada unos 10 km al oeste, forma una conurbación que supera los trescientos mil habitantes, casi tantos como los que viven en el área urbana de la capital regional.
Se ubica unos 620 km al sur de Moscú, a orillas del curso alto del río Oskol. Por aquí pasa la carretera 14K-2, que une Bélgorod con Vorónezh.

## Historia
Fue fundada como fortaleza en 1593, como parte de la línea sur de la fortificación en torno a Moscú. En el siglo XVII, la ciudad fue saqueada por los tártaros de Crimea y los cosacos de Ucrania. Más tarde se vio afectada por la Guerra Civil Rusa en 1919, así como la Segunda Guerra Mundial. Tras la Segunda Guerra Mundial se desarrolló la industria en la ciudad y su población comenzó a crecer.

## Administración
A efectos de desconcentración administrativa de los órganos federales y de la óblast, es la sede administrativa del raión homónimo. Sin embargo, la ciudad en sí no forma parte administrativamente del raión, sino que está constituida como una zona bajo jurisdicción directa de la óblast, enclavada dentro de dicho raión pero muy cercana geográficamente al raión de Gubkin, a la ciudad de Gubkin y a la vecina óblast de Kursk. Pese a ello, a efectos de autogobierno local es desde 2007 la sede de un ókrug urbano, en el que el ayuntamiento de la ciudad extiende su jurisdicción sobre todo el raión.
Antes de 2007 era sede de un ayuntamiento urbano que incluía como pedanías siete localidades rurales; estas pedanías han pasado a formar parte ahora del raión, integrándose concretamente en las unidades administrativas (a efectos de desconcentración administrativa y sin ayuntamiento propio) de Neznámovo y Obujovka.

## Economía
Stari Oskol es una importante ciudad minera productora de hierro, situada en la frontera de la anomalía magnética de Kursk se encuentra uno de los mayores depósitos de mineral de hierro en todo el mundo. Más de ocho millones de toneladas de mineral de hierro se extraen de las minas por año. Por esta razón, también hay una sucursal del Instituto de Moscú de Acero y Aleaciones MISIS en la ciudad. 

## Transportes
- Aeropuerto de Stari Oskol

## Deportes
- FC Metallurg-Oskol Stary Oskol

## Ciudades hermanadas
- Mänttä
- Salzgitter